# Astroblepus theresiae
Astroblepus theresiae är en fiskart som först beskrevs av Steindachner, 1907.  Astroblepus theresiae ingår i släktet Astroblepus och familjen Astroblepidae. Inga underarter finns listade.